# Dyskografia Jadakissa
Poniżej przedstawiona jest dyskografia amerykańskiego rapera Jadakissa.

## Dyskografia

### Albumy studyjne
| Rok  | Informacje o albumie                                                                                   | Najwyższa pozycja | Najwyższa pozycja | Certyfikacje |
| Rok  | Informacje o albumie                                                                                   | US                | US R&B            | Certyfikacje |
| ---- | --- | ----------------- | ----------------- | ------------ |
| 2001 | Kiss tha Game Goodbye - Data wydania: 7 sierpnia, 2001 - Wytwórnia: Ruff Ryders, Interscope            | 5                 | 2                 | - US: Złoto  |
| 2004 | Kiss of Death - Data wydania: 22 czerwca, 2004 - Wytwórnia: Ruff Ryders, Interscope                    | 1                 | 1                 | - US: Złoto  |
| 2009 | The Last Kiss - Data wydania: 7 kwietnia, 2009 - Wytwórnia: D-Block, Ruff Ryders, Roc-A-Fella, Def Jam | 3                 | 1                 |              |

### Mixtape’y
- 2004: The Champ Is Here
- 2007: The Predator Is Back
- 2009: The Champ Is Here Pt. 2
- 2010: The Champ Is Here Pt. 3
- 2011: I Love You (A Dedication To My Fans)

### Albumy z The Lox
- Money, Power & Respect (1998)
- We Are the Streets (2000)
- New L.O.X. Order (2011)

## Single

### Solowe
| Rok  | Utwór                                                 | US Hot 100 | US Hot R&B | US Rap | Album                 |
| ---- | ----------------------------------------------------- | ---------- | ---------- | ------ | --------------------- |
| 2001 | "We Gonna Make It" (featuring Styles P.)              | 103        | 62         | 5      | Kiss tha Game Goodbye |
| 2001 | "Knock Yourself Out"                                  | 86         | 34         | —      | Kiss tha Game Goodbye |
| 2001 | "Put Ya Hands Up"                                     | —          | 80         | —      | Kiss tha Game Goodbye |
| 2004 | "Time's Up!" (featuring Nate Dogg)                    | 70         | 26         | 19     | Kiss of Death         |
| 2004 | "Why" (featuring Anthony Hamilton)                    | 11         | 4          | 3      | Kiss of Death         |
| 2004 | "U Make Me Wanna" (featuring Mariah Carey)            | 21         | 8          | 9      | Kiss of Death         |
| 2008 | "By My Side" (featuring Ne-Yo)                        | —          | 53         | 16     | The Last Kiss         |
| 2009 | "Can't Stop Me" (featuring Ayanna Irish)              | —          | 76         | —      | The Last Kiss         |
| 2009 | "Letter to B.I.G." (featuring Faith Evans)            | —          | 125        | —      | The Last Kiss         |
| 2009 | "Death Wish" (featuring Lil Wayne)                    | —          | —          | —      | The Last Kiss         |
| 2009 | "Who's Real" (featuring Swizz Beatz & OJ da Juiceman) | 125        | 39         | 19     | The Last Kiss         |

### Gościnnie
| Rok  | Tytuł                                                                                        | U.S. Hot 100 | U.S. R&B | U.S. Rap | Album                   |
| ---- | -------------------------------------------------------------------------------------------- | ------------ | -------- | -------- | ----------------------- |
| 2000 | "The Best of Me" (Mya feat. Jadakiss)                                                        | 50           | 14       | —        | Fear of Flying          |
| 2002 | "Day and Night" (Isyss feat. Jadakiss)                                                       | 98           | 52       | —        | The Way We Do           |
| 2002 | "Jenny from the Block" (Jennifer Lopez feat. Styles P & Jadakiss)                            | 3            | 22       | —        | This Is Me... Then      |
| 2002 | "Bigger Business" (Swizz Beatz feat. Ron Isley, Diddy, Baby, Jadakiss, Snoop Dogg & Cassidy} | —            | 72       | —        | G.H.E.T.T.O. Stories    |
| 2004 | "New York" (Ja Rule featuring Fat Joe & Jadakiss)                                            | 27           | 14       | 10       | R.U.L.E.                |
| 2006 | "Everytime I Think About Her" (Jaheim featuring Jadakiss)                                    | —            | 36       | —        | Ghetto Classics         |
| 2008 | "All I Need" (Sterling Simms feat. The-Dream, & Jadakiss)                                    | —            | 123      | —        | Yours, Mine & The Truth |
| 2008 | "Choreographer" (Rhea feat. Jadakiss)                                                        | —            | 107      | —        | Finally                 |
| 2009 | "Respect My Conglomerate" (Busta Rhymes feat. Lil Wayne & Jadakiss)                          | —            | 82       | —        | Back on My B.S.         |

## Gościnnie
2Pac
- N.I.G.G.A. (2Pac ft. Jadakiss)

Akon
- Do You Feel Me (Akon ft. Rosco & Jadakiss)

Big Mike
- All Up on Me (J-Hood, Jadakiss & Rashad)
- Fightin Over Me (Paris Hilton ft. Jadakiss & Fat Joe)
- Go Getter (Remix) (Young Jeezy ft. Jadakiss & Bun B)
- It's Me Bitches (Remix) (Swizz Beatz ft. Lil' Wayne, R. Kelly & Jadakiss)
- Heaven (Remix) (John Legend ft. Jadakiss)
- Money Aint Change Me (Moxberg & Jadakiss)
- One Blood (Remix) (The Game ft. Jim Jones, Snoop Dogg, Nas, T.I., Fat Joe, Lil' Wayne, Nore, Jadakiss, Styles P, Fabolous, Juelz Santana, Rick Ross, Twista, Kurupt, Daz Dillinger, WC, E-40, Bun B, Chamillionaire, Slim Thug, Young Dro, Clipse & Ja Rule)
- Problem Child (Jadakiss & Styles P)
- We Do It (Sheek Louch ft. Jadakiss)
- We Get Money (Jadakiss & Styles P)

Cassidy
- Bigger Business (Cassidy ft. Swizz Beatz, Baby [Cash, Money], P. Diddy, Ron Isley, Jadakiss, Snoop Dogg & TQ)
- Can I Talk to You (Cassidy ft. Jadakiss)

DJ Absolut
- I'm Not You (Clipse ft. Jadakiss & Styles P)

DJ Clue
- Back 2 Life 2001' (DJ Clue ft. Mary J. Blige & Jadakiss)
- Chain Gang Freestyle (The Lox & Black Rob)
- Fiesta Freestyle (Jadakiss ft. Styles P)
- Fuck Beanie (Jadakiss)
- Gator Ent. Shit (Jadakiss ft. J-Hood)
- Get at Me Freestyle (DMX ft. The Lox)
- Go Getta (Remix) (Young Jeezy ft. Jadakiss, R. Kelly & Bun B)
- Kiss of Death Part 2 (Jadakiss ft. T.I., Styles P & Stat Quo)
- Primo Freestyle (The Lox)
- Problem Child (Jadakiss & Styles P)
- Ruff Ryders 4 Life (The Lox)
- Ruff Ryders Anthem (Remix) (DMX ft. Drag-On, Jadakiss, Styles P & Eve)
- Savage (Jadakiss & Mr. Savage)
- Startin’ Five (DJ Clue ft. The Lox, Cam’ron, Nature & Fabolous)
- Under the Bus (N.O.R.E. ft. Jadakiss & Kurupt)
- We Gon' Make It (Jadakiss ft. Styles P)
- We're Back (The Lox)
- Where Ya Hood At Remix (DMX ft. Eve, Drag-On, The Lox)

DJ Envy
- Intro (Jadakiss)
- Happy to Be Here (Jadakiss)
- New York (Ja Rule ft. Fat Joe & Jadakiss)
- U Make Me Wanna (Jadakiss ft. Mariah Carey)

DJ Green Lantern
- I Don't Give Fuck (Dr. Dre, Jadakiss & Dante Hawkins)

DJ L
- I Got Money (I Run the Hood) (Jadakiss ft. Styles P)
- One Blood (East Coast Rmx) (The Game ft. Jim Jones, Nas, Fat Joe, Noreaga, Jadakiss, Styles P, Fabolous, Juelz Santana, Ja Rule)
- Push It (Rmx) (Rick Ross ft. Bun B, Jadakiss, Styles P, The Game)
- Shots Fired (Dissin G-Unit) (Jadakiss ft. Styles P)
- Summer's Over Freestyle (Jadakiss)

DJ L & Swizz Beatz
- Banned From TV (Noreaga ft. Nature, Big Pun, Cam’ron, The Lox)
- It's Me (Rmx) (Swizz Beatz ft. Lil' Wayne, R. Kelly, Jadakiss)
- Thug It on Out (Jadakiss ft. Swizz Beatz)
- Who Want a Problem (Rmx) (Styles P ft. Swizz Beatz, Jadakiss & Sheek Louch)

DMX
- Blackout (DMX ft. The Lox & Jay-Z)
- Bow Wow (Remix) (DMX ft. Eminem, 2Pac, Jadakiss & Nas)
- D-X-L (DMX ft. The Lox & Drag-On)
- Get at Me Dog Freestyle (DMX ft. The Lox)
- It's Personal (DMX ft. Styles P & Jadakiss)
- Money, Power, Respect (DMX ft. The Lox & Lil’ Kim)
- Niggaz Done Started Something (DMX ft. The Lox & Ma$e)
- Ruff Ryders (DMX ft. The Lox, Eve & Drag-On)
- Ruffest Ryders (DMX ft. The Lox, Eve & Drag-On)
- Scenario 2000 (DMX ft. Eve, The Lox & Drag-On)
- Un-Hunh! (DMX ft. Jadakiss)
- Usual Suspects (DMX ft. The Lox & Mic Geronimo)
- We're Back (DMX ft. Jadakiss & Eve)
- We Don't Give a Fuck (DMX)

Drag-On
- Opposite of H2O (Drag-On ft. Jadakiss)
- Ready for War (Drag-On ft. The Lox)
- Tell Your Friends (Drag-On ft. Jadakiss)

Eve
- Double R What (Eve ft. Jadakiss & Styles P of The Lox)
- Got It All (Eve ft. Jadakiss)
- Scenario 2000 (Eve ft. DMX, The Lox & Drag-On)
- Thug in the Street (Eve ft. The Lox & Drag-On)

Funkmaster Flex
- The Ryde Ruff (Infa.Red & Cross ft. The Lox)
- We in Here (Funkmaster Flex ft. The Ruff Ryders)

The Game
- Kiss You (Sheek Louch, Fabolous, Beanie Sigel & Jadakiss ft. The Game)
- One Blood (Remix) (The Game ft. Jim Jones, Snoop Dogg, Nas, T.I., Fat Joe, Lil' Wayne, Nore, Jadakiss, Styles P, Fabolous, Juelz Santana, Rick Ross, Twista, Kurupt, Daz Dillinger, WC, E-40, Bun B, Chamillionaire, Slim Thug, Young Dro, Clipse & Ja Rule)

The Game & 2Pac
- Interview (Jadakiss)

Ja Rule
- New York (Ja Rule ft. Fat Joe & Jadakiss)

Jennifer Lopez
- Jenny From the Block (Jennifer Lopez ft. Jadakiss & Styles P)

Lil Jon & Eastside Boys
- Grand Finale (Lil Jon & Eastside Boys ft. T.I., Jadakiss, Bun B, Nas, Ice Cube)

Notorious B.I.G.
- You'll See (Notorious B.I.G. ft. The Lox)

Sheek Louch
- Don't Mean Nuthin' (Sheek Louch ft. Jadakiss, Styles P & J-Hood)
- Mighty D-Block (2 Guns Up) (Sheek Louch ft. Jadakiss, Styles P & J-Hood)
- Ten Hut (Sheek Louch ft. Jadakiss)

Styles P
- Bleeding From the Mouth (Styles P ft. Capone, Nore & Jadakiss)
- Breathe Easy (Styles P ft. Jadakiss & Sheek Louch)
- Fantastic Four Pt. 2 (DJ Clue ft. Styles P, Jadakiss, Sheek Louch, Fabolous, Cam’ron & Nature)
- Kiss of Death (Remix) (Styles P ft. T.I., Jadakiss & Stat Quo)
- How We Live (Styles P ft. Jadakiss)
- I'm a Ruff Ryder (Styles P ft Jadakiss)
- I'm Not You (Styles P ft. Jadakiss, Clipse & Roscoe P. Coldchain)
- I Don't Give a Fuck (Styles P ft. Jadakiss & Sheek Louch)
- Last Day (Styles P ft. Notorious B.I.G., Sheek Louch & Jadakiss)
- Lick Shots (Styles P ft. Jadakiss, Sheek Louch & J-Hood)
- Niggas Done Started Something (Styles P ft. Ma$e, DMX, Jadakiss & Sheek Louch)
- Shootouts (Styles P ft. Jadakiss)
- Styles (Styles P ft. Jadakiss)
- Tommy's Theme (Styles P ft. Jadakiss & Sheek Louch)
- We Thugs (Styles P ft. Jadakiss & Sheek Louch)
- Who Did You Expect (DJ Clue ft. Styles P, Jadakiss & Styles)
- Who Want a Problem (Remix) (Styles P ft. Swizz Beatz, Jadakiss & Sheek Louch)
- Why (Rmx) (ft. Nas, Jadakiss, Common & Anthony Hamilton)

Swizz Beatz
- Big Business (Jadakiss ft. Ron Isley)
- Bigger Business (Swizz Beatz ft. Baby [Cash, Money], P. Diddy, Ron Isley, Jadakiss, Cassidy, Snoop Dogg & TQ)
- Good Times (Remix) (Styles P ft. Baby, Drag-On & D-Block)
- Scenario 2000 (Explicit-Extended) (DMX, Eve, The Lox & Drag-On)

Usher
- Throwback (Usher ft. Jadakiss)

Yung Wun
- Yung Wun Anthem (Yung Wun)